# Naz Mitrou-Long
Nazareth Jersey "Naz" Mitrou-Long (nascido em 3 de agosto de 1993) é um jogador de basquete profissional canadense-grego que atualmente joga pelo Olympiacos Pireu que disputa a GBL (Grécia) e a Euroliga.
Ele jogou basquete universitário na Universidade Estadual de Iowa e não foi selecionado no Draft da NBA de 2017. 

## Primeiros anos
Mitrou-Long nasceu em 3 de agosto de 1993, em Mississauga, Ontário, filho de Jersey Long e Georgia Mitrou. Seu pai é descendente de Trinidad e a mãe é canadense grega.

## Carreira no ensino médio
Uma das melhores perspectivas fora do Canadá, Long foi classificado como o 7º melhor jogador do Canadá, de acordo com o North Pole Hoops. Ele participou do All-Canada Classic de 2011, uma mostra dos melhores jogadores canadenses de basquete e jogou no programa CIA Bounce AAU, o melhor circuito de verão da AAU no Canadá.  
Ele jogou com os jogadores da NBA, Tristan Thompson e Cory Joseph, e o futuro companheiro de universidade, Melvin Ejim, enquanto competia pelo REDA Red na National Athletic School Athletic Association em 2011.  
Naz jogou no Findlay Prep em Las Vegas, Nevada, durante a temporada de 2010-11, ajudando os Prep Pilots a chegar a um recorde de 28-4 e sua terceira participação consecutiva na ESPN Rise National High School Invitational.  
Durante seu recrutamento, ele recebeu ofertas de Rice, Dayton, Creighton e Miami, eventualmente se comprometendo com a Universidade Estadual de Iowa. 

## Carreira na faculdade

### Temporada de calouro
Naz jogou em 18 jogos em seu ano de calouro com média de 1,4 pontos e 1,0 assistências.

### Segundo ano
Em seu segundo ano, ele jogou por muito tempo em todos os 36 jogos, fazendo sete jogos como titular e se estabelecendo como uma ameaça da linha de 3 pontos. Ele obteve uma média de 7,1 pontos por jogo e teve 40% de aproveitamento na bola de 3. Suas 64 cestas de 3 pontos é a 17º melhor marca por um jogador de Iowa em uma única temporada.  
Ele ganhou o prêmio de Jogador da Semana da Big 12 depois de acertar 8 de 11 cestas de 3 na abertura da temporada contra UNC Wilmington e terminar com 26 pontos no jogo.
Na terceira rodada do Torneio da NCAA, Long acertou três cestas de três pontos nos 5:10 minutos finais, incluindo uma cesta que empatou o jogo, quando Iowa derrotou a Carolina do Norte.

### Terceira temporada
Long jogou em todos os 34 jogos, tendo 33 jogos como titular e acertou quatro ou mais cesta de três em um jogo seis vezes. Ele teve uma média de 10,1 pontos, 2,9 rebotes e 2,0 assistências. Ele marcou 77 cestas de 3 pontos, a oitava melhor marca em uma única temporada em Iowa.  
Long sofreu uma Lesão SLAP nos dois quadris durante a temporada. Na entressafra, ele teve cirurgias separadas para reparar cada lesão. 

### Quarta temporada

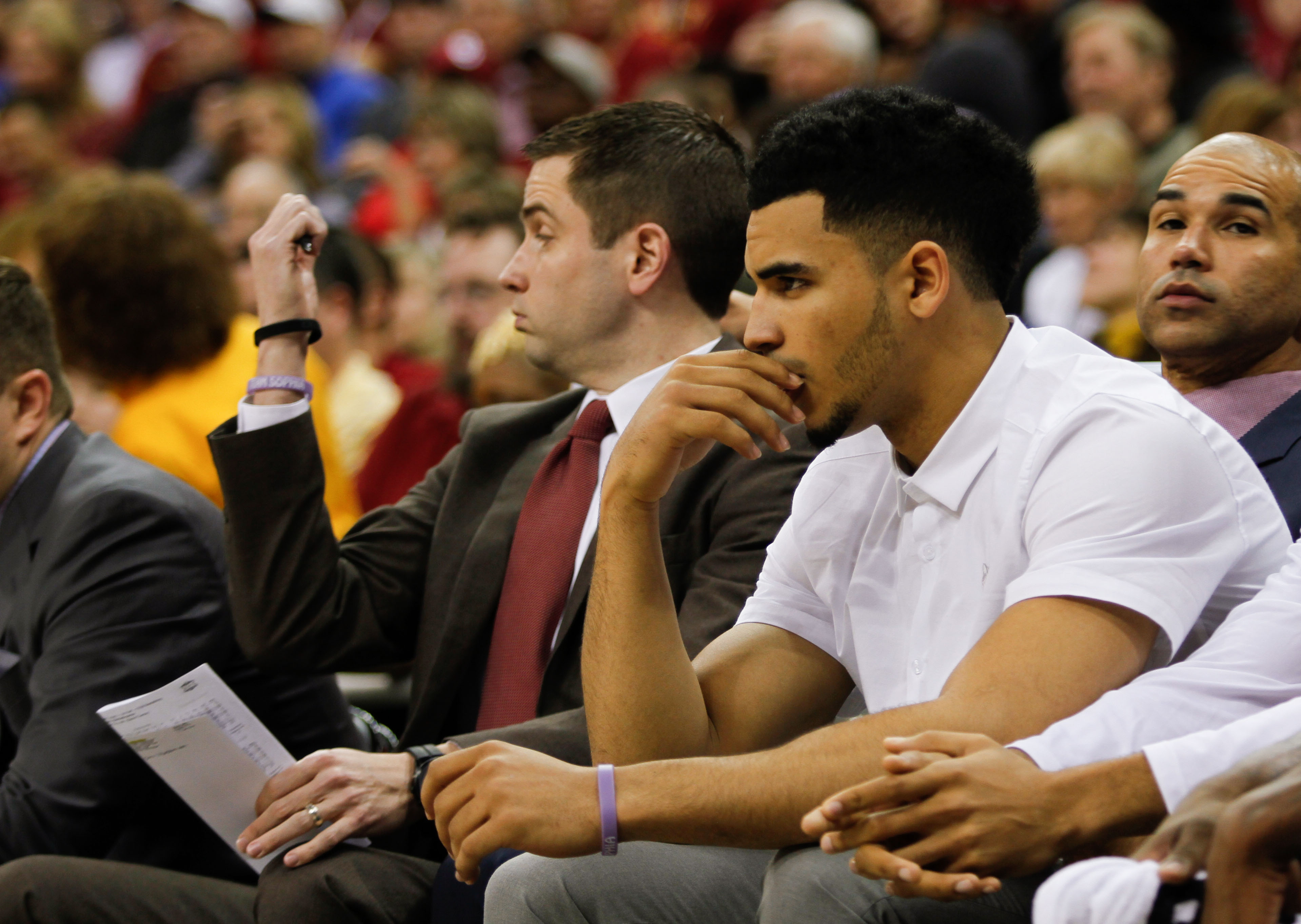
Mitrou-Long teve que ficar de fora durante a maior parte da temporada de 2015-16.

Naz jogou nos oito primeiros jogos da temporada tendo média de 12,0 pontos em 31,6 minutos. Ele descansou contra o Arkansas–Pine Bluff, com o técnico Steve Prohm comentando que sua situação seria reavaliada toda semana.
Em 15 de dezembro de 2015, ele decidiu ficar de fora do resto da temporada devido à dor persistente de suas cirurgias de quadril. Mitrou-Long comentou sua decisão: "Sinto a necessidade de tirar uma folga para me permitir reabilitar com nossa equipe de treinamento e voltar para onde posso me apresentar no meu nível mais alto na quadra de basquete". O técnico de Iowa, apoiou a decisão de Mitrou-Long de se retirar para se reabilitar, acrescentando sua crença de que a equipe poderia reagir de maneira positiva.   
Naz foi premiado com uma licença médica pelo Big 12, tornando-se elegível para a temporada de 2016-17.

### Última temporada
Entrando em sua última temporada, Long foi nomeado para a Segunda-Equipe da pré-temporada da Big 12, recebendo elogios do técnico Prohm por sua ética de trabalho, maturidade e liderança.
Ele começou a temporada forte, registrando seu primeiro duplo-duplo da carreira contra Savannah com 18 pontos e 10 rebotes.
Contra Mount St. Mary's, Mitrou-Long jogou contra seu irmão mais novo, Elijah Long, um estudante do segundo ano; Mitrou-Long disse depois do jogo: "Parte de mim queria torcer por ele. Parte de mim queria se manter competitivo. Foi um pouco estranho, mas cara, foi um bom momento".
Contra Drake, Mitrou-Long estabeleceu um novo recorde da carreira com 37 pontos em 8 de 12 cestas de 3 pontos.

### Estatísticas da faculdade
| Ano      | Time     | PJ  | MPJ  | AP   | 3P   | LL    | RT  | AS  | BR  | TO | PPJ  |
| -------- | -------- | --- | ---- | ---- | ---- | ----- | --- | --- | --- | -- | ---- |
| 2012–13  | Iowa     | 18  | 6.9  | .348 | .278 | 1.000 | .8  | 1.0 | .3  | .0 | 1.4  |
| 2013–14  | Iowa     | 36  | 20.3 | .432 | .400 | .643  | 1.6 | 1.1 | .2  | .1 | 7.1  |
| 2014–15  | Iowa     | 34  | 27.5 | .449 | .391 | .755  | 2.9 | 2.0 | .8  | .1 | 10.1 |
| 2015–16  | Iowa     | 8   | 31.6 | .425 | .291 | .600  | 2.9 | 1.9 | .6  | .3 | 12.0 |
| 2016–17  | Iowa     | 35  | 33.3 | .473 | .384 | .795  | 4.6 | 2.7 | 1.2 | .0 | 15.1 |
| Carreira | Carreira | 131 | 24.5 | .451 | .380 | .751  | 2.7 | 1.8 | .7  | .1 | 9.5  |

## Carreira profissional

### Salt Lake City Stars (2017)
Depois de não ser selecionado no Draft da NBA de 2017, Mitrou-Long jogou pelo Sacramento Kings na Liga de Verão da NBA de 2017.  
Mais tarde, ele assinou com o Utah Jazz para jogar na equipe de treinamento. Após ser cortado da equipe, ele foi designado para o Salt Lake City Stars da NBA G League . 

### Utah Jazz (2017-2019)
Depois de mostrar resultados promissores no Salt Lake City Stars, em 22 de dezembro de 2017, Mitrou-Long assinou um contrato de mão dupla com o Utah Jazz, ocupando o lugar originalmente ocupado por Nate Wolters. Essa jogada o fez dividir o tempo de jogo entre o Jazz e o Stars pelo resto do contrato.  
Mitrou-Long estreou na NBA quatro dias depois, marcando três pontos em uma derrota por 107-83 para o Denver Nuggets.
No entanto, em 13 de janeiro de 2018, Mitrou-Long foi dispensado do Jazz. Ele foi re-contratado em 11 de fevereiro de 2018 em um contrato de 10 dias. Depois que seu primeiro contrato de 10 dias expirou em 21 de fevereiro, ele assinou um segundo contrato de 10 dias com o Jazz.

### Salt Lake City Stars (2018–2019)
Em 16 de janeiro de 2018, Mitrou-Long foi readquirido pelo Salt Lake City Stars. Ele voltou a Salt Lake City mais uma vez em 21 de fevereiro de 2018, depois que seu contrato de 10 dias com o Jazz expirou. Mitrou-Long deixou Salt Lake City mais uma vez para seu segundo contrato de 10 dias com o Utah Jazz e retornou após o término do contrato.  
Ele teve uma média de 18,0 pontos, 6,1 rebotes e 4,6 assistências por jogo com Salt Lake City.
Em julho de 2019, Mitrou-Long ingressou no Cleveland Cavaliers para a Summer League de 2019. 

### Indiana Pacers (2019 – Presente)
Em 31 de julho de 2019, Mitrou-Long assinou um contrato de mão dupla com o Indiana Pacers.
Em 18 de novembro de 2019, ele registrou 12 pontos, três rebotes, três assistências e um roubo de bola na vitória de 115-86 sobre o Brooklyn Nets.

## Estatísticas da NBA

### Temporada regular
| Ano      | Time     | PJ | MPJ | AP    | 3P    | LL    | RT | AS  | BR | TO | PPJ |
| -------- | -------- | -- | --- | ----- | ----- | ----- | -- | --- | -- | -- | --- |
| 2017–18  | Utah     | 1  | 1.0 | 1.000 | 1.000 | -     | .0 | .0  | .0 | .0 | 3.0 |
| 2018–19  | Utah     | 14 | 6.0 | .300  | .182  | 1.000 | .4 | 1.1 | .1 | .1 | 1.1 |
| Carreira | Carreira | 15 | 5.7 | .333  | .250  | 1.000 | .4 | 1.0 | .1 | .1 | 1.3 |

Fonte:

## Vida pessoal
Mitrou-Long tem três irmãos e seis meios-irmãos.  Seu irmão, Elijah Mitrou-Long, já jogou basquete universitário na Mount St. Mary's University antes de se transferir para a Universidade do Texas. Depois de um ano, ele se transferiu para a Universidade de Nevada, Las Vegas.  
No verão de 2015, Mitrou-Long decidiu exibir seu sobrenome completo em sua camisa para homenagear sua mãe; até aquele momento, sua camisa tinha apenas o nome de seu pai.

## Ligações externos
- Iowa State Cyclones bio
- Perfil ESPN
- Perfil do CBSSports
- Perfil RealGM
- Naz Mitrou-Long no X